# BahnBus Hochstift

Neues Logo vom 1. November 2008. Mittlerweile ist das Logo ohne zusatz (DB Bahn)

Die BahnBus Hochstift GmbH (kurz BBH) war ein regionales Busunternehmen in den Kreisen Paderborn und Höxter. Gegründet wurde das Unternehmen am 1. Januar 2002 als Tochterunternehmen der Busverkehr Ostwestfalen GmbH (BVO). Die BBH gehörte innerhalb des DB-Konzerns zum Geschäftsfeld DB Regio. Seinen Ursprung hatte der regionale Busverkehr der BBH jedoch im ehemaligen Postreisedienst der Deutschen Bundespost. Seit dem 1. November 2008 trat die BBH gemeinsam mit ihrem Mutterunternehmen BVO und dem Schwesterunternehmen NVO unter dem Markennamen Ostwestfalen-Lippe-Bus auf. Der Name Hochstift leitete sich aus dem ehemaligen Hochstift Paderborn ab.
Seit dem 1. Dezember 2008 betrieb die BBH die Linien des „Werre-Bus“ im Bereich Löhne. Die Konzessionen wurden wegen örtlicher Widerspruchsverfahren zunächst nur für drei Monate vergeben.
Alle Busse der BBH wurden seit November 2016 mit kostenlosem WLAN ausgestattet.
Die BahnBus Hochstift GmbH wurde Ende August 2017 aufgelöst und zur Muttergesellschaft, zur BVO, zurückgeführt.

## Namensgeschichte
Die zwei Busgesellschaften BVO Busverkehr Ostwestfalen GmbH und die Tochter BBH BahnBus Hochstift GmbH agieren seit November 2008 unter dem Angebotsnamen Deutsche Bahn Ostwestfalen-Lippe-Bus am Markt.

## Angebot

### Regionalbusse
Der Regionalbusverkehr bildet zusammen mit der Regionalbahn das Rückgrat des Regionalverkehrs in den Kreisen Paderborn und Höxter (auch als Hochstift bezeichnet). Es gibt über 80 Linien, die mit Ausnahme einiger Schüler- und Ortslinien montags bis freitags in der Regel im Stundentakt verkehren. Die schnellen Direktverbindungen zum Oberzentrum in Paderborn werden als Schnellbus mit einem „S“ vor der Liniennummer gekennzeichnet. Wichtige Regionale Verbindungen werden mit einem „R“ vor der Liniennummer gekennzeichnet, Einzelverbindungen bzw. der Schulverkehr haben dreistellige Liniennummern. Dazu gibt es noch die Stadtbuslinien in Büren, Delbrück, Höxter, Salzkotten und Warburg.

### Flughafenzubringer
Die Schnellbuslinie S60 verbindet die Stadt Paderborn mit dem Flughafen Paderborn/Lippstadt. Die Busse fahren Montag bis Freitag im Stundentakt, am Wochenende im Zweistundentakt und benötigen eine Fahrzeit von 20 Minuten.

### Bürgerbus
Als Bürgerbus werden Busse im Stadtverkehr bezeichnet, die nur acht Plätze bieten und von ehrenamtlichen Bürgern gefahren werden. In Bad Driburg startete am 1. Juni 1997 unter Leitung der BBH der erste Bürgerbus. Seit Sommer 2016 wird dieser Bus im Rahmen des Linienbündels Egge jedoch durch Go.on betrieben.
Seit 2008 verkehrt auch ein Bürgerbus als Linie 508 in Warburg(Westf) und seit 2017 ein Bürgerbus als Linie 488 in Lichtenau.
Von 2010 bis 2013 fuhr auch in Altenbeken ein Bürgerbus unter Leitung der BBH.

## Busverkehr Raum Warburg
Im Linienbündel Stadtverkehr Warburg wurden durch die BBH folgende Linien bedient:
- Linie 501: Warburg - Dalheim - Herlinghausen - Calenberg
- Linie 502: Wrexen/Bonenburg - Scherfede - Rimbeck - Ossendorf - Warburg
- Linie 504: Stadtverkehr Warburg–Wormeln–Welda–Germete
- Linie 507: Warburg - Calenberg - Herlinghausen
- Linie 508: Bürgerbus Warburg–Silberbrede–Neustadt–Altstadt–Schanze
- Linie 509: Schulverkehr Stadt Warburg

- Linie W1: Warburg - Menne - Nörde
- Linie W2: Warburg - Ossendorf - Rimbeck - Scherfede - Bonenburg/Hardehausen
- Linie W3: Warburg - Wormeln - Welda - Volkmarsen
- Linie W4: Warburg - Germete - Wethen - Rhoden

## Busverkehr Altkreis Büren
Im Linienbündel Lichtenau wurden durch die BBH folgende Linien bedient:
- Linie S85: Warburg-Ossendorf-Rimbeck-Scherfede-Kleinenberg-Lichtenau-Dörnhagen-Paderborn
- Linie S86: Warburg-Scherfede-Lichtenau-Dörnhagen-Paderborn (verkehrt nur an Sonn- und Feiertagen)

- Linie 479: Holtheim - Blankenrode - Kleinenberg
- Linie 484: Lichtenau-Asseln-Harkenberg-(Herbram-Wald)-Herbram-Iggenhausen-Grundsteinheim-Dörenhagen-Paderborn
- Linie 486: Lichtenau-Ebbinghausen-Borchen-Dörenhagen
- Linie 487: Ebbinghausen-Atteln-Husen-Lichtenau-Grundsteinheim-Igenhausen-Herbram(Wald)-Neuenheerse
- Linie 487: Kleinenberg-Holtheim-Blankenrode-Lichtenau-Hakenberg-Asseln-Neuenheerse
- Linie 488: Bürgerbus Lichtenau

Im Linienbündel Paderborner Hochfläche verkehren folgende Linien:
- Linie S80: Paderborn - Bad Wünnenberg - Brilon
- Linie R70: Paderborn - Nordborchen - Kirchborchen - Alfen
- Linie R82: Lichtenau-Dalheim-Husen-Atteln-Henglarn-Etteln-Borchen-Paderborn
- Linie 410: Paderborn - Bad Wünnenberg
- Linie 411: Helmern - Haaren - Bad Wünnenberg - Fürstenberg - Bleiwäsche
- Linie 412: Fürstenberg - Bleiwäsche - Bad Wünnenberg
- Linie 413:
- Linie 414: Fürstenberg - Bad Wünnenberg - Büren
- Linie 470: Paderborn - Borchen - Alfen
- Linie 471: Borchen - Schloss Hamborn - Dörenhagen - Paderborn
- Linie 472: Wewer - Borchen
- Linie 482: Paderborn - Borchen - Henglarn - Husen - Lichtenau

Hier sieht man den in Warburg stationierten Wagen 47303, der auf der Linie S85 von Warburg ZOB zum Paderborner Hbf.

- Hier sieht man den in Warburg stationierten Wagen 47303, der auf der Linie S85 von Warburg ZOB zum Paderborner Hbf.Linie 483:

## Busverkehr Raum Delbrück
Im Linienbündel Delbrück wurden durch die BBH folgende Linien bedient:
- Linie S40: Paderborn - Schloß Neuhaus - Delbrück - Westenholz - Rietberg - Rheda-Wiedenbrück
- Linie R45: Paderborn - Delbrück

- Linie 444: Delbrück - Ostenland - Schloß Neuhaus
- Linie 446: Delbrück - Boke - Anreppen - Bentfeld - Heddinghausen
- Linie 447: Delbrück - Ostenland-Steinhorst-Lippling
- Linie 448: Delbrück - Boke - Anreppen - Bentfeld - Ostenland
- Linie 449: Delbrück - Sudhagen - Westenholz
- Linie 497: Westenholz - Nordhagen - Delbrück

- Linie D1: Citybus Delbrück
- Linie D2: Delbrück - Lippling - Schöning
- Linie D3: Delbrück - Ostenland - Hövelhof
- Linie D4: Delbrück - Sudhagen - Westenholz
- Linie D5: Delbrück - Lippling - Steinhorst

## Busverkehr Raum Büren und Salzkotten
Im Linienbündel Büren/Salzkotten wurden durch die BBH folgende Linien bedient:
- Linie S60: Paderborn - Flughafen - Büren
- Linie S61: Paderborn - Wewelsburg - Büren
- Linie S90: Salzkotten/Upsprunge - Paderborn
- Linie R93: Paderborn - Elsen, Bahnhof - Scharmede - Salzkotten

- Linie 461: Tudorf - Wewelsburg - Ahden - Brenken - Büren
- Linie 462: Eickhoff - Steinhausen - Büren
- Linie 463: Büren - Ringelstein - Alme
- Linie 464: Hegensdorf - Weiberg - Harth
- Linie 490: Salzkotten - Geseke
- Linie 491: Verne - Salzkotten - Tudorf
- Linie 492: Salzkotten - Schwelle - Verlar - Mantinghausen
- Linie 493: Paderborn - Salzkotten / Upsprunge - Geseke
- Linie 494: Büren - Upsprunge / Salzkotten
- Linie 495: Salzkotten - Delbrück
- Linie 499: Mantinghausen - Geseke

- Linie Bür1: Büren Stadtmitte - Domental - Stadthalle
- Linie Bür2: Büren - Steinhausen - Geseke
- Linie Bür3: Büren - Weine - Siddinghausen - Ringelstein - Harth - Weiberg - Hegensdorf
- Linie Bür4: Büren - Barkhausen - Weiberg - Harth
- Linie Bür5: Büren - Hegensdorf - Leiberg - Bad Wünnenberg
- Linie Bür6: Büren - Weine - Siddinghausen - Ringelstein - Harth - Weiberg - Hegensdorf

- Linie Sk1: Salzkotten - Oberntudorf - Niederntudorf - Wewelsburg - Salzkotten
- Linie Sk2: Salzkotten - Verne - Holsen - Mantinghausen
- Linie Sk3: Salzkotten - Thüle - Scharmede
- Linie Sk4: Salzkotten - Upsprunge - Büren
- Linie Sk5: Salzkotten - Upsprunge - PB-LIPP Airport
- Linie Sk6: Salzkotten - Upsprunge - Geseke

## Busverkehr Raum Höxter
Im Linienbündel Stadtverkehr Höxter wurden folgende Linien durch die BBH bedient:
- Linie R21: Höxter - Albaxen - Stahle - Holzminden
- Linie R90: Höxter - Lütmarsen - Ovenhausen - Marienmünster Vörden
- Linie 595: Fürstenau - Rischenau
- Linie 597: Höxter - Godelheim

- Linie HX1: Bahnhof/Rathaus - Hochschule - Hellweg - Bahnhof/Rathaus
- Linie HX2: Bahnhof/Rathaus - Bielenberg - Weserberglandklinik
- Linie HX3: Höxter - Lütmarsen - Ovenhausen - Bosseborn
- Linie HX4: Höxter - Brenkhausen - Fürstenau - Bödexen
- Linie HX5: Höxter Bahnhof/Rathaus - Corvey - Lüchtringen

## Fuhrpark
Der Fuhrpark umfasste 60 eigene Busse. Zum Einsatz kamen dabei Fabrikate der Hersteller MAN und EvoBus. Der Wagenpark war komplett niederflurig.
- MAN NL 313, Anzahl: 6
- MAN NL 313-15, Anzahl: 3
- MAN NM 223, Anzahl: 2
- MAN NÜ 263, Anzahl: 2
- MAN Lion’s City Ü, Anzahl: 15
- MAN NG 312, Anzahl: 8
- MAN NG 313, Anzahl: 4
- MAN Lion’s City G, Anzahl: 2

- Setra 315 NF, Anzahl: 1
- Setra 319 NF, Anzahl: 2
- Setra 415 NF, Anzahl: 6

- Mercedes-Benz O 405 NÜ, Anzahl: 5

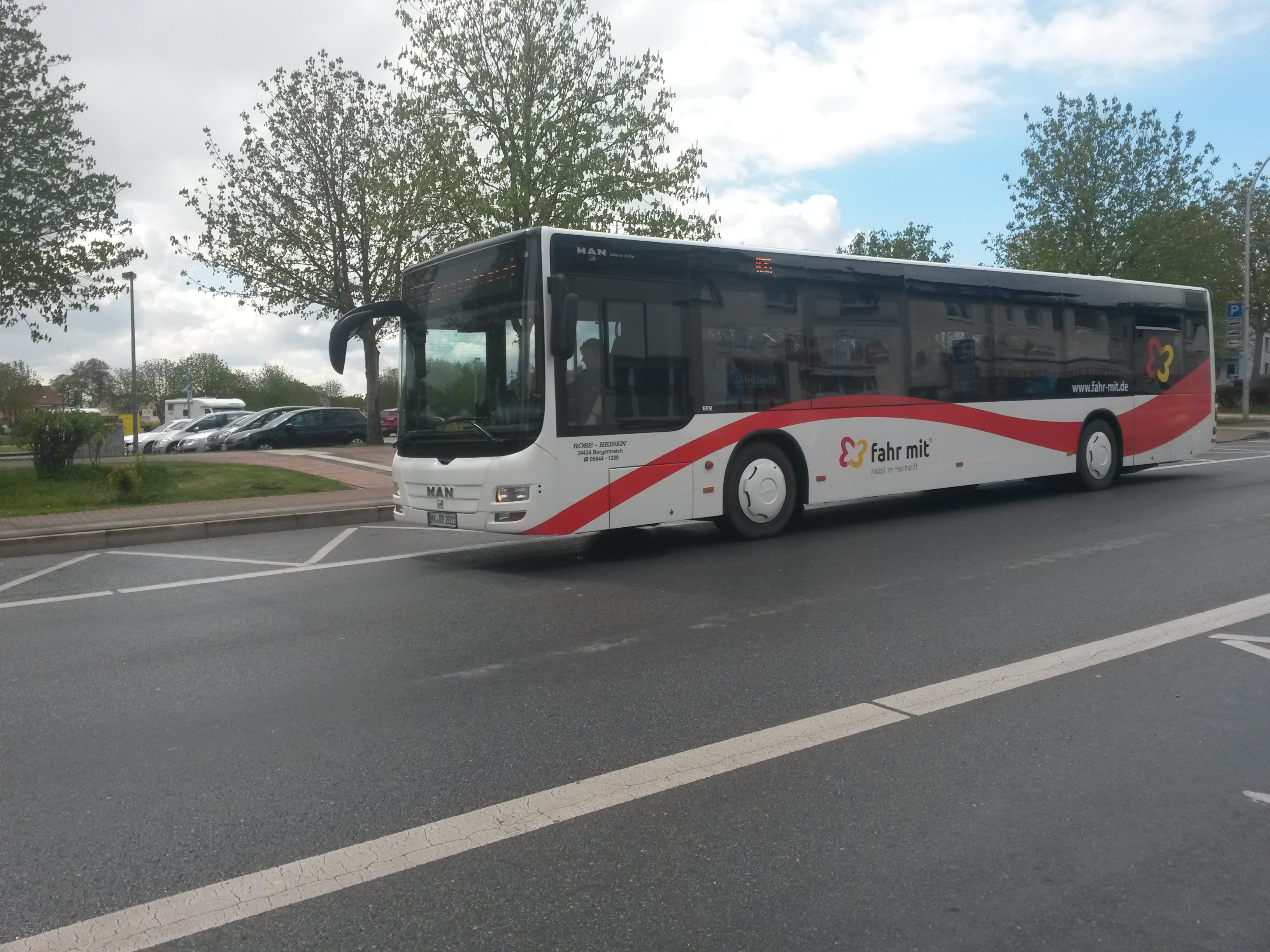
Wagen 2010 des Subunternehmer Rose-Reisen aus Großeneder in Warburg am Schützenplatz auf Linienfahrt in Richtung Borgentreich

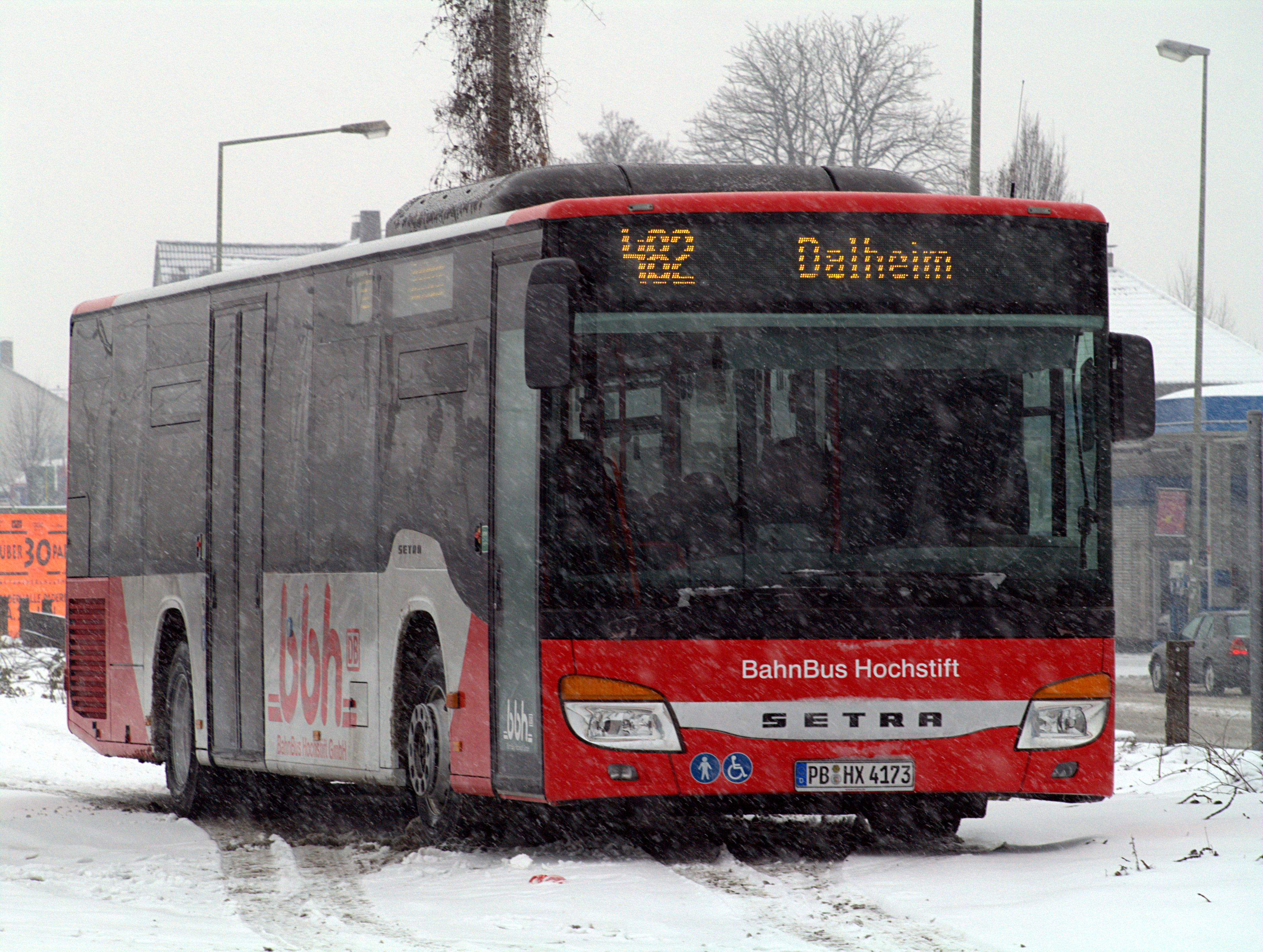
Setra S 415 NF der BBH in Paderborn

- Mercedes-Benz O 530 Citaro G, Anzahl: 4

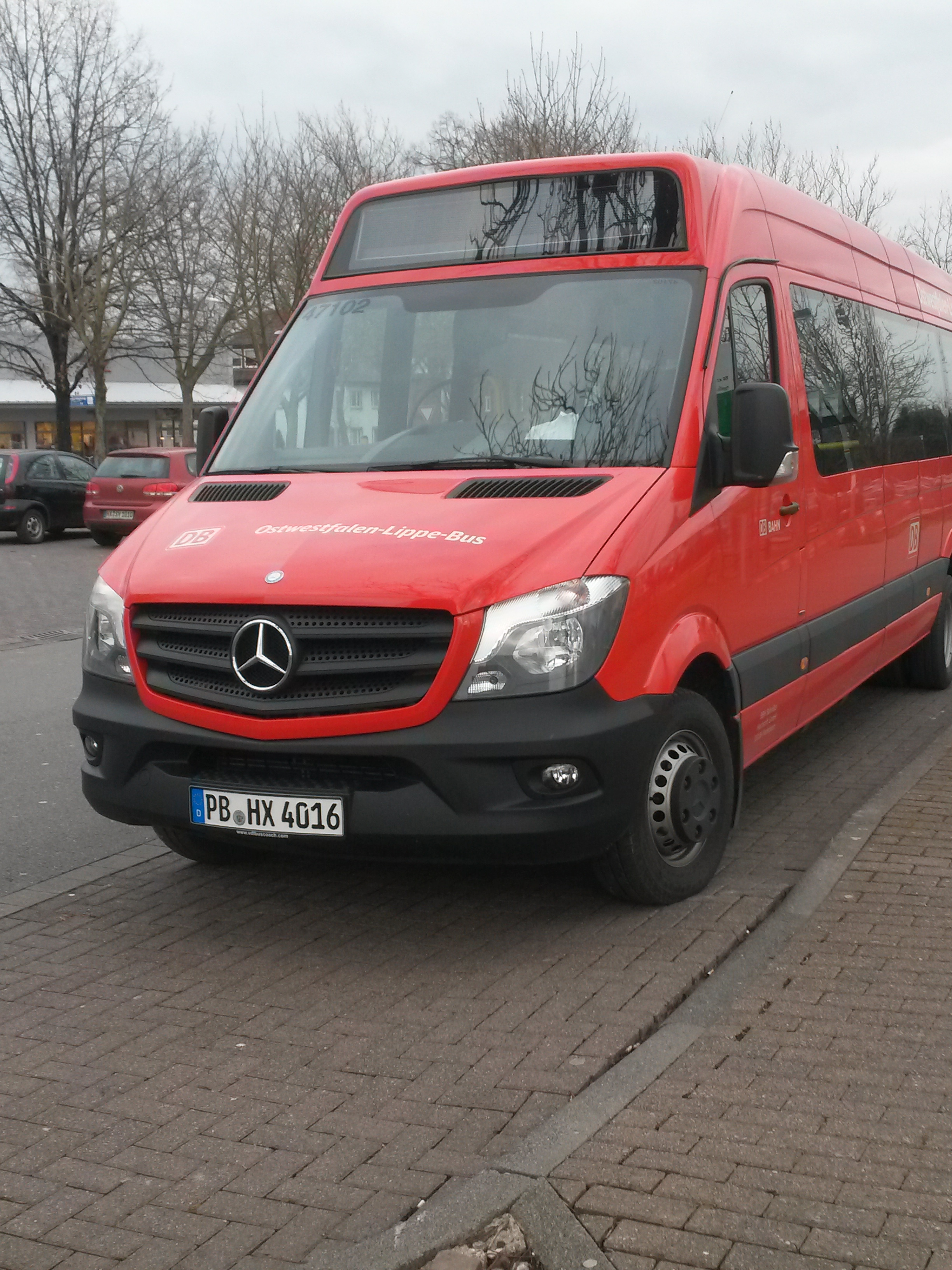
Mercedes Sprinter der BBH in Warburg am Schützenplatz

- Mercedes-Benz-Sprinter, Anzahl: 4

- Neoplan 4021, Anzahl: 1
- Iveco Crossway LE City, Anzahl: 3
- Fahrrad-Anhänger: 4